# Robert Henry Dicke
Robert Henry Dicke (9. května 1916 – 4. března 1997) byl americký fyzik známý svými významný příspěvky v oblasti astrofyziky, kosmologie a atomové fyziky.

## Dětství a vzdělání
Narodil se v roce 1916 v St. Louis ve státě Missouri. Studovat začal na Princetonské univerzitě, kde získal titul bakaláře. K dalšímu studiu přešel na Rochesterskou univerzitu, kde v roce 1939 získal doktorát z jaderné fyziky.

## Výzkum

### Atomová fyzika
Po dokončení doktorátu pracoval na armádním výzkumu v Radiační laboratoři MIT. Podílel se zde na vývoji radaru a navrhl radiometr a mikrovlnný přijímač.
Po skončení Druhé světové války se v roce 1946 vrátil na Princeton, kde setrval až do důchodu. Ve druhé polovině 40. let se zabýval především atomovou fyzikou, například měřením vlastností elektronů. Jeho nejdůležitějším příspěvkem fyzice z té doby je ale objev takzvaného Dickeho zúžení. Jestliže je střední volná dráha atomu výrazně menší než vlnová délka jeho přechodu záření, dochází k časté změně rychlosti a směru pohybu atomu při současném vyzařování a pohlcování fotonu. To vede k vyzařování velmi úzkých spektrálních čar. Dickeho zúžení při nízkých tlacích ve spektru mikrovln s milimetrovou vlnovou délkou. Tento jev je analogický Mössbauerovu jevu, který platí pro gama záření a využívá se v atomových hodinách pro zvýšení jejich přesnosti.

### Laserová fyzika
V roce 1956 Dickeho napadla možnost výroby infračerveného laseru na kterou si vzápětí podal patent. Ten mu byl uznán v roce 1958, tedy ve stejné době, kdy patent dostali i Charles Hard Townes a Arthur Leonard Schawlow, oba dva pozdější nositelé Nobelovy ceny za laserovou fyziku.

### Obecná teorie relativity a kosmologie
Další část kariéry věnoval problematice testování obecné teorie relativity. V roce 1957 navrhl vlastní teorii gravitace inspirovanou Machovým principem a Diracovou prací o gravitační konstantě. Paul Dirac si všiml, že hodnota gravitační konstanty je přibližně shodná s věkem vesmíru v určitých jednotkách. A domníval se, že se její hodnota musí tedy měnit. Dicke si uvědomil, že jde o výběrový efekt, v době kdy tato rovnost neplatí nemůže ve vesmíru existovat život. Jedná se o první použití slabého antropického principu ve fyzice.
Tyto myšlenky o 4 roky později vedly k dokonalejší teorii gravitace, kterou předložili s Carlem H. Bransem a dnes se nazývána Brans-Dickeho teorie. Tato modifikuje princip ekvivalence platný v obecné teorii relativity. Zkoumal rovněž jeden z klasických důkazů obecné teorie relativity, tedy Stáčení perihelia Merkuru.
V roce 1965 odvodili Dicke a James Peebles při práci na obecné relativitě, nezávisle na polozapomenuté dřívější předpovědi z roku 1948 Alphera a Gamowa, existenci reliktního záření.
Dicke, Peter Roll a David T. Wilkinson začali budovat radiometr, aby toto záření našli, byli však předstiženi náhodným objevem z Bellových laboratoří, který uskutečnili Arno Allan Penzias a Robert Woodrow Wilson. Nicméně práce Dickeho a Peeblese byla velmi podstatná pro pochopení důsledků objevu z Bellových laboratoří.
V 70. letech se podílel na výzkumu celkové energetické bilance vesmíru. Tvrdil, že vesmír musí mít hustotu velmi blízkou hustotě kritické, čímž míníme hustotu potřebnou pro zastavení expanze vesmíru. Občas toto bylo nazýváno Dickeho náhoda. Nicméně posléze tyto jeho myšlenky byly vyvráceny dalším pokrokem ve fyzice.

## Rodina
Dicke byl ženatý, měl dva syny a dceru. Jeho práce byla oceněna například v roce 1970, když získal Národní vyznamenání za vědu nebo o 3 roky později, kdy se stal laureátem Comstockovy ceny od Národní akademie věd Spojených států amerických.